# Alessio Interminelli
Alessio Interminelli o Interminei - como lo llama Dante - (... – ...) fue un noble originario de Lucca que vivió en el siglo XIII.
Perteneciente a una familia de parte güelfa y blanca (llamada también de los Antelminelli, señores del pueblo homónimo de Coreglia Antelminelli en Garfagnana y propietarios del homónimo palacio en pleno centro de Lucca, hoy sede de las oficinas públicas), se tienen pocas noticias de él. El último documento que lo cita con vida es del 1295.
Dante Alighieri lo cita en el Infierno (XVIII, vv. 120-126) entre los aduladores, sumergido hasta la cabeza en excrementos humanos. El poeta se detiene a verlo creyendo de reconocer a alguien y, cuando el condenado protesta por la mirada fija, el poeta exclama su nombre completo usando un verso entero.
Sobre su actividad de adulador, los comentadores antiguos parafrasean más o menos ampliamente el texto dantesco, que dedica solo dos versos a la historia:

Aquí me han sumergido las lisonjas / de las que nunca se cansó mi lengua.
vv. 125-126